# Franco Cardani
Franco Cardani (Gallarate, 5 marzo 1925 – Cittiglio, 27 settembre 2005) è stato un calciatore italiano, di ruolo portiere.

## Carriera
Ha disputato cinque campionati di Serie A (più uno senza mai scendere in campo) con Genoa e Como per complessive 155 presenze in massima serie, e tre in Serie B con Como e Verona, per 74 presenze fra i cadetti. Con i lariani ha vinto il campionato di Serie B 1948-1949, con conseguente prima storica promozione in A.

## Palmarès

### Club

#### Competizioni nazionali
- Serie B: 1

Como: 1948-1949